# 南漳细辛
南漳细辛（学名：Asarum sprengeri）为马兜铃科细辛属的植物，是中国的特有植物。分布于中国大陆的湖北等地，生长于海拔600米的地区，一般生于林中阴湿地，目前尚未由人工引种栽培。